# Леса (Алава)
Леса (баск. Leza, ісп. Leza) — муніципалітет в Іспанії, у складі автономної спільноти Країна Басків, у провінції Алава. Населення — 225 осіб (2009).
Муніципалітет розташований на відстані близько 260 км на північ від Мадрида, 31 км на південь від Віторії.

## Демографія
Динаміка населення (INE ):

## Галерея зображень

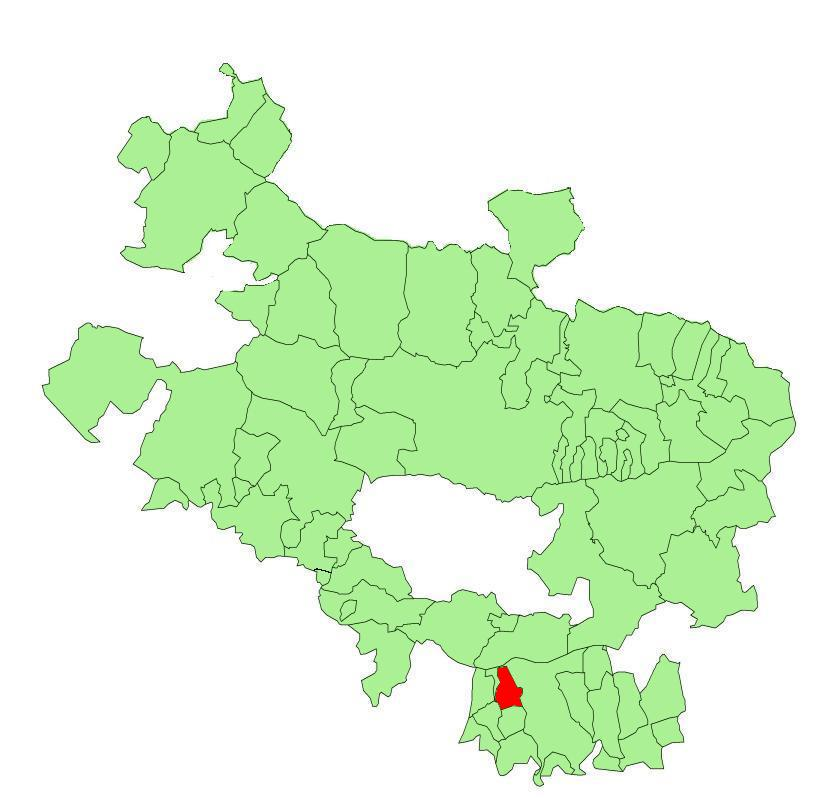
Розташування муніципалітету
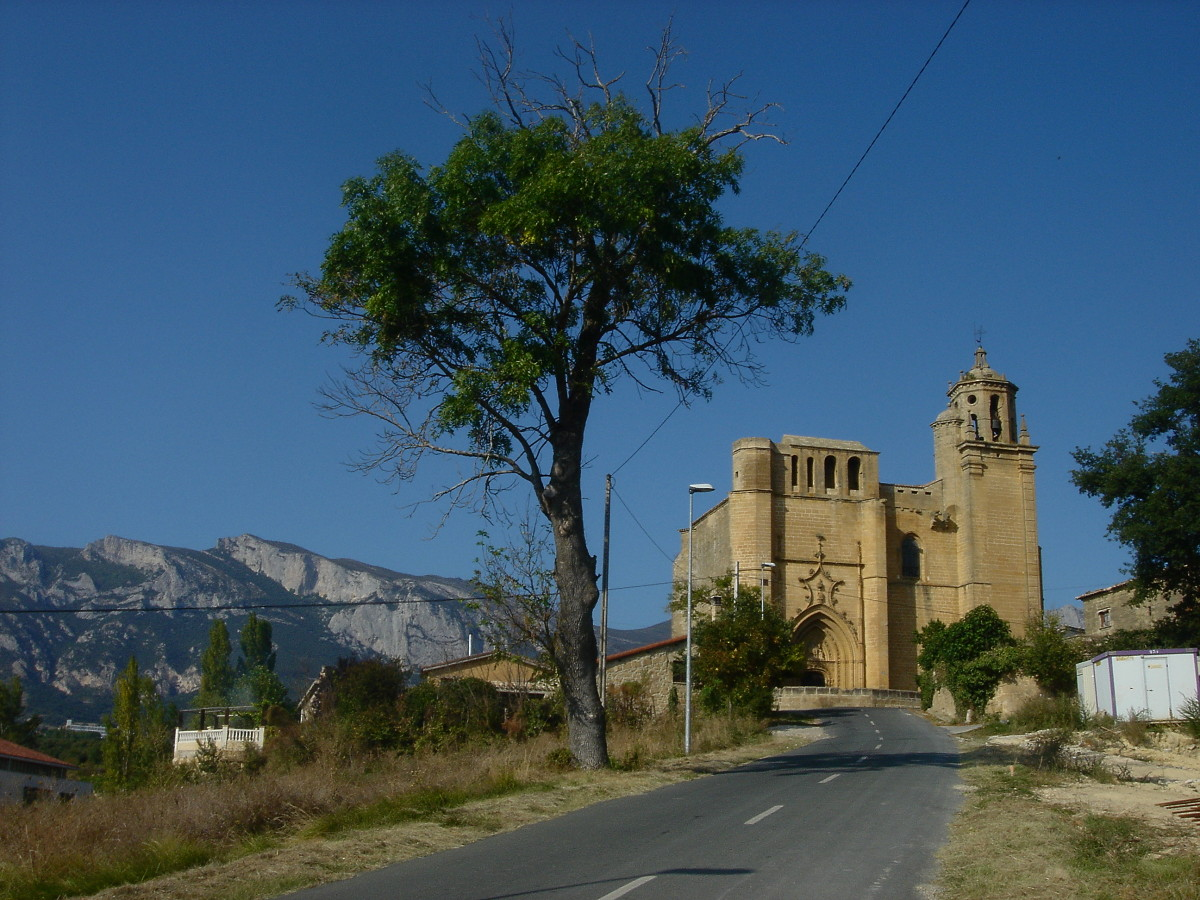
Церква Сан-Мартін у Лесі